# Pseudoxyrhopus quinquelineatus
Pseudoxyrhopus quinquelineatus är en ormart som beskrevs av Günther 1881. Pseudoxyrhopus quinquelineatus ingår i släktet Pseudoxyrhopus och familjen snokar. Inga underarter finns listade i Catalogue of Life.
Denna orm förekommer främst på västra och södra Madagaskar. Små populationer finns på norra och centrala delar av ön. Den vistas i fuktiga och torra skogar samt i buskskogar. Honor lägger ägg.
Beståndet hotas i viss mån av svedjebruk. Hela populationen minskar men Pseudoxyrhopus quinquelineatus är fortfarande vanligt förekommande. IUCN kategoriserar arten globalt som livskraftig.